# DM41
DM41は、西ドイツで開発された破片手榴弾である。アメリカのM26手榴弾を手本に、ディール社によって生産され、ドイツ連邦軍に配備された。DM51手榴弾が1974年に採用されたのにともない、DM41の新規生産は終了した。
炸薬は約150gのコンポジション爆薬B、飛散させる破片は300gで、致死範囲はおよそ半径20mである。信管の遅延時間は4.5±0.5秒。外装はオリーブドラブで塗装され、黄色で文字が書かれている。DM41はDM72信管、DM41A1はDM51と共通のDM82信管を備える。
本手榴弾の外見を模した訓練用手榴弾として、DM48がある。

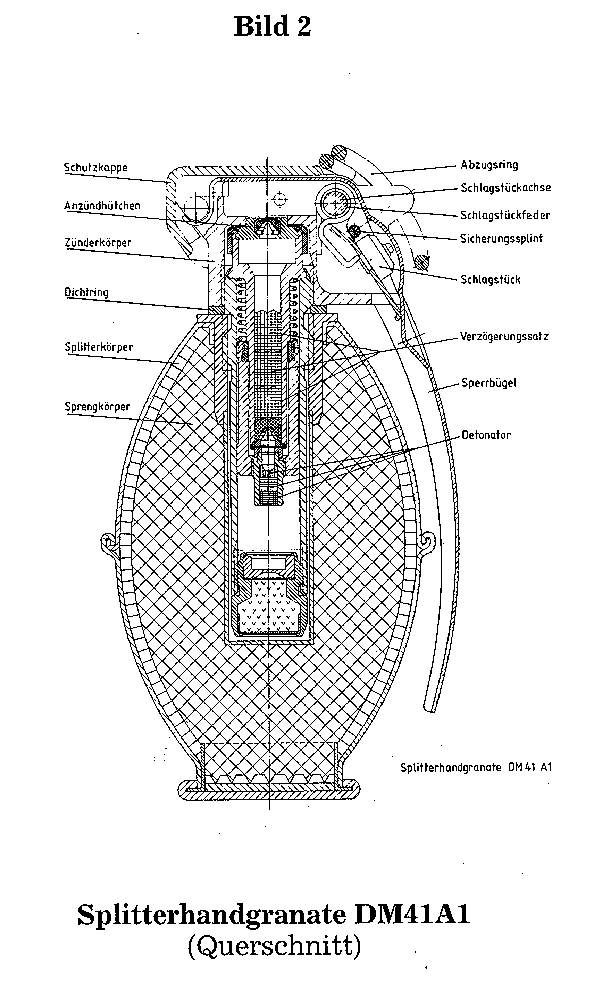
DM41A1の断面図